# 恆星運動學
恆星運動學是天文學中觀測恆星在空間中運動的運動學測量與研究。
恆星運動學包括量測銀河系及其衛星星系中的恒星速度以及更遙遠星系內部的運動學，但無須瞭解它們如何獲得運動原因的學門。恆星運動學量測銀河系的薄盤、厚盤、核球和銀暈等不同的次級結構中的恒星運動，提供了有關我們銀河系形成和演化歷史的重要資訊。運動學的量測還可以是別出一些奇異現象，例如從銀河系逃逸的超高速星。這些現象被解釋為聯星與銀河系中心的超大質量黑洞引力遭遇的結果。
恆星運動學與恆星動力學相關，但與恆星動力學不同。後者涉及恆星在引力影響下運動的理論研究或建模。星系或星團等系統的恆星動力學模型通常與恆星運動學的數據進行比較或測試，以研究它們的演化歷史和質量分布，它們並通過引力對恆星軌道的影響來探測暗物質或超大質量黑洞的存在。

## 空間速度

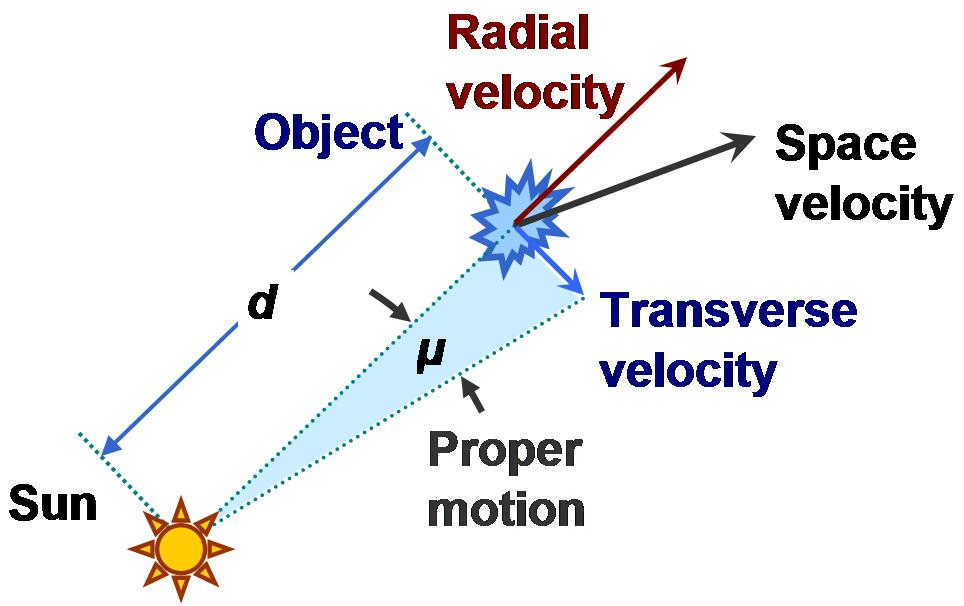
天體的自行和速度分量之間的關係。在發射時，天體與太陽的距離為d，和移動角度的比率為μ radian/s，即μ = v_{t} / d， 其中的v_{t} = 與太陽視線方向垂直的速度分量。（圖中顯示在單位時間內，以切線速度v_{t}掃掠出的角度μ。）

恆星的運動速度向著太陽接近或遠離的分量稱為徑向速度，可以從頻譜的都卜勒效應測量出來。橫向，或是自行則必須對更遙遠的背景天體進行一系列的位置觀測才能測定。一旦一顆恆星的距離經由其它的天體測量方法得到，例如視差，就可以計算出空間的速度。這是恆星相對於太陽或本地靜止標準(LSR，local standard of rest)的真實運動。後者通常是定位於太陽環繞銀河系中心的圓形軌道上現在的太陽位置，這也意味著與鄰近的恆星只有最低的速度散佈 太陽相對於本地靜止標準的運動被稱為本動太陽運動(peculiar solar motion)。
在銀河系的銀道座標系的空間速度分量通常以U、V和W標示，單位為km/s，U向著銀河中心的方向為正直，V朝向銀河自轉的方向為正值，W指向銀河北極的方向為正值。太陽相對於本地靜止標準的本動太陽運動是U = 10.00 ± 0.36km/s，V = 5.23 ± 0.62km/s和W = 7.17 ± 0.38km/s。
銀河系內的恆星依據它們的金屬量或原子序大於氦原子的比例被分成兩個星族。多數鄰近的恆星，都被發現是星族一，高金屬量的恆星通常速度較低、年齡較老，屬於星族二的恆星。後者有著傾斜於銀河平面的橢圓軌道繞著銀河中心運轉。此外，比較鄰近恆星的運動學，也導出了星協的標識，這些都可能是起源於同一個巨分子雲的恆星，分享了共同運動彙聚點的恆星集團。
在銀河系內，有三個主要的恆星運動學成分：盤面、暈和核球或棒。這些集團與恆星在星系中的星族、在運動和化學成分上的關係，和指出不同的形成機制息息相關。暈可能可以進一步的區分為內暈和外暈，內暈有著順行的淨轉動，外暈的淨運動是逆行的。

## 高速星
根據定義，速逃星是移動速度，相對於在太陽附近的恆星的平均速度，在任何時間都超過65km/s至100km/s的恆星。有時也被定義為相對於周圍的星際介質的速度是超音速。高速星的三種類型分別是：速逃星、暈星、和超高速星。

### 速逃星

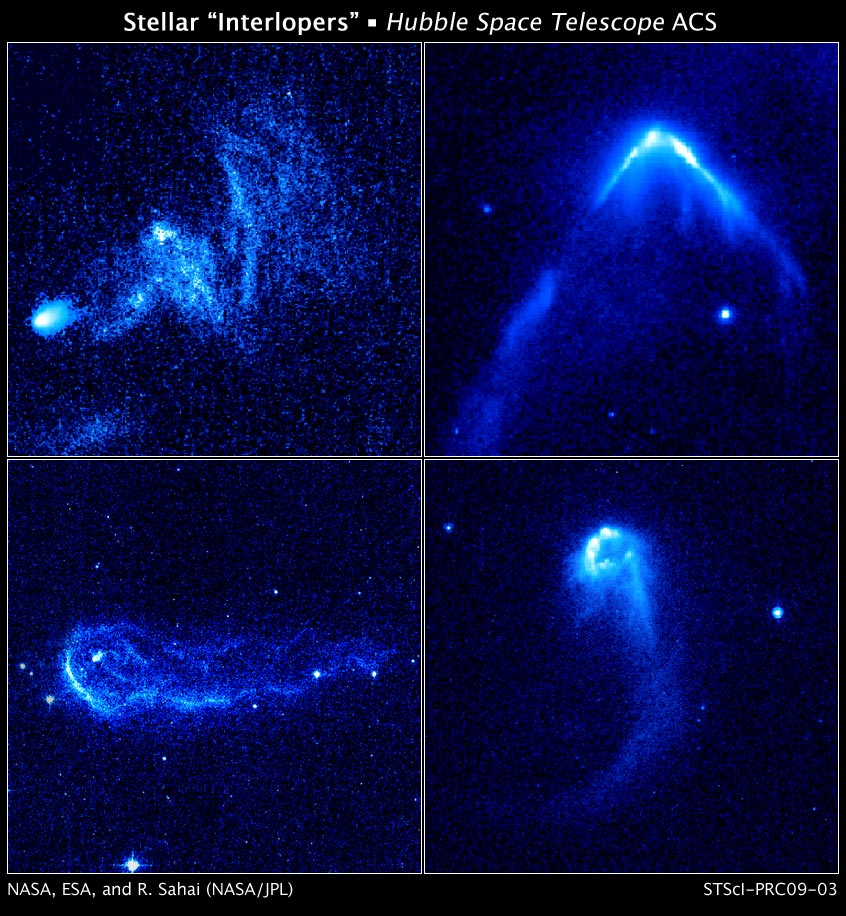
這4顆速逃星如犁田般的通過密集的星際氣體區域產生弓形波和伴隨著明亮氣體的尾跡。美國國家航空暨太空總署使用哈伯太空望遠鏡的先進巡天相機在2005年10月至2006年8月發現14顆年輕速逃星。

速逃星是相對於環繞在周圍的星際物質，以異常高的速度在空間中運動的恆星。速逃星的自行通常能確切的指出他來自哪一個星協，在他被擲出之前，它們是同一個集團的成員。
有兩種可能的機制能產生速逃星：
- 第一種方案是，兩個聯星系統近距離的接觸，可能導致這兩個系統的瓦解， 其中可能有一顆恆星以高速脫離。
- 第二個方案是，在多星系統中有一顆超新星爆炸，可能導致殘餘的成員以高速脫離。

這兩種機制在理論上都有可能，天文物理學家比較偏愛超新星的假說，因為實際上的可能性較高。
一組速逃星的例子是御夫座AE、白羊座53和天鴿座μ，它們都以超過100km/s的速度奔離(相較之下，太陽在銀河系中相對於鄰近空間的速度只有20km/s)。回溯它們的運動路徑，大約在2百萬年前它們都很靠近獵戶座大星雲。相信巴納德環是這次超新星的殘骸和推出其它恆星的發源地。
另一個例子是X射線天體的船帆座X-1，數位攝影的計數顯示存在著一個典型的超音速雙曲線激震波。

### 暈星
银晕星是很老的恆星，不會與太陽或鄰近太陽也在圓軌道上繞著銀河中心的其它恆星共享運動狀態。換言之，它們在橢圓的軌道上運動，因此經常位於銀河盤面之外。雖然它們位於銀河系中的軌道速度不會比太陽快，但是路徑的不同導致它們在太陽系附近有著相對來說較高的速度。
典型的例子是暈星會以陡峭的角度穿越銀河盤面。在最靠近的45顆恆星中有一顆稱為卡普坦的恆星，是晕星在太陽附近的一個例子。它被觀測到的徑向速度是 -245km/s，在空間中的速度分量是U = 19km/s，V = -288km/s，和W = -52km/s。

### 超高速星
超高速星(HVSs)，少數人稱之為流放星，是速度超過該星系引力所能約束的逃逸速度的恆星。星系中恆星的速度一般都在100km/s的數量級上，而超高速星(尤其是位於被認為是"產生"超高速星的星系中心附近)的速度在1000km/s的數量級，
J. Hills在1988年就已經預測超高速星的存在，但到2005年，哈佛-史密松天體物理中心的Warren Brown和夥伴們才發現第一顆超高速星。現在，已經發現了十顆，其中還有一顆（HE 0437-5439）原本认为是來自大麥哲倫星系，而不是銀河系。但对它的自行运动进行研究后测定该恒星被驱逐弹出的起始点位于银河系内核。目前發現的超高速星距離都在50,000秒差距之外，並且未受到來自星系的束縛。
估計在我們的銀河系應該有約1,000顆的超高速星，而銀河系至少有1,000億顆的恆星，所以這是非常低的比例。

#### 產生的方法
超高速星產生的主要方法通常被總結如下：相信它們是起源於與銀河系中心的超大質量黑洞密切接觸的聯星。兩個夥伴中的一顆被黑洞捕獲，而另一顆就轉而獲得高速度。同時，值得注意的是捕獲並不意味著被吞噬掉。已知的超高速星都是質量至少數倍於太陽的主序星。
在阿根廷的科爾多瓦天文臺有一個小組相信我們看見的超高速星是我們的銀河系和一個環繞的矮星系碰撞與合併所造成的。這個矮星系曾經環繞我們的銀河系，並穿越銀河系的中心。當這個矮星系接近銀河系中心的黑洞時，經歷了激烈的引力拖曳。這次的拖曳激發了其中的一些恆星，使它們從矮星系的引力中解除了束縛，成為被拋入太空中的恆星。
有些中子星被推斷有著相似的速度在運行，但是它們與超高速星形成的拋射機制和視覺效果都沒有關聯。中子星是超新星爆炸的殘骸，它們極端的高速度可能來自於超新星暴炸時的非對稱性。中子星 RX J0822-4300在2007年被錢卓X射線天文台測量到的速度高達1,300Km/s(光速的0.54%)，就被認為是這樣造成的。

#### 超高速星列表
- HVS 1  - (SDSS J090744.99+024506.8) (a.k.a. 被驅逐的恆星) – 被發現的第一顆超高速星[10]。
- HVS 2  - (SDSS J093320.86+441705.4) 或 (US 708)
- HVS 3  - (HE 0437-5439)
- HVS 4  - (SDSS J091301.00+305120.0)
- HVS 5  - (SDSS J091759.42+672238.7)
- HVS 6  - (SDSS J110557.45+093439.5)
- HVS 7  - (SDSS J113312.12+010824.9)
- HVS 8  - (SDSS J094214.04+200322.1)
- HVS 9  - (SDSS J102137.08-005234.8)
- HVS 10 - (SDSS J120337.85+180250.4)

## 運動群
在空間中有著相似的運動和年齡的一組恆星稱為運動群大部分的恆星誕生於被稱為恆星苗圃的分子雲內。在這樣的雲氣中形成的恆星受到重力的約束構成疏散星團，包含數打至數千顆年齡和組成都相似的恆星。這些星團隨著時間逐漸潰散，成群的恆星從星團中逃逸，彼此不再互相的約束對方，便成為星協。隨著這些恆星年齡的增長和散開，這些星協不再是顯而易見時，它們就成為運動群。
如果恆星是運動群的成員，天文學家是可以測量出來的，因為它們有著相同的年齡、金屬量和運動(徑向速度和自行)。雖然後來它們被潮汐力分散開來，但是運動群的成員在同一個星雲內相近的地區和相同的時間形成，它們會共享相同的特性。

### 星協
星協是有著共同的起源，雖然已經不再被彼此間的引力束縛，但仍在空間中一起運動，結構非常鬆散的恆星集團。星協的辨識通常以共同的運動向量和年齡為主，但是通過化學成分的鑑定也是常用來辨識星協成員的因素。
星協最早是在1947年被亞美尼亞的天文學家維克托·安巴楚勉發現的。傳統的命名法是使用它們所在位置相關的星座縮寫或星座；星協的類型，有時也會加上數字的識別碼。

#### 類型
Viktor Ambartsumian最初的目錄只根據星協中恆星的屬性將星協分成兩群：OB和T，第三種R是稍後在Sidney van den Bergh建議下才加入的，是被反射星雲照亮的星協。OB、T、和R星協形成一系列年輕的恆星族群，但目前還不清楚這是不是一個演化的序列，或者只是代表一些形成上的因素。有些集團同時顯示出OB和T關聯的屬性，所以在分類上不是很明確的區分。
年輕的星協，包含10-100顆光譜分類為O和B的大質量恆星，會被稱為OB星協。這些被認為(相信)是在巨分子雲內相同的小區域內形成的。一旦周圍的氣體和塵埃被吹走，殘留下的恆星因為不受約束漸開始相互的疏遠。相信在銀河系內所有的恆星，大多數是在OB星協中形成的。O型恆星是短命的，大約數百萬年後就會成為超新星。結果是，OB星協通常也只有數百萬年或更短的壽命。在星協內的O-B恆星在一千萬年內就會耗盡它們的核燃料(相較於現在的太陽大約已經50億歲了)。
依巴谷衛星提供了位置在離太陽650秒差距距離內12個OB星協的測量 。距離最近的OB星協是天蝎-半人馬星協，與太陽的距離只有400光年。
在大麥哲倫星系和仙女座大星系也都發現了OB星協。這些星協非常的鬆散，直徑跨越了1,500光年。
年輕的恆星集團可以包含大量嬰兒期的金牛T星，這些恆星還在進入主序帶的過程中。這些疏鬆的群體可以包含上千顆的金牛T星，被稱為T星協。最靠近的T星協例子是金牛-御夫T星協，語太陽的距離只有140秒差距 。其他T星協的例子還包括南冕座RT星協、豺狼座T星協、蝘蜓座T星協和船帆座T星協。T星協常常被發現在他門形成的分子雲附近，有些，但不是都這樣，還會有O-B型的恆星。總結運動群成員的特點：它們有相同的年齡和起源、相同的化學組成，和在運動的向量和速度上有相同的振幅和方 向。
恆星照亮反射星雲的星協稱為R星協，這是 Sidney van den Bergh在發現這些星雲中的恆星分布不均勻之後建議的。這些年輕的恆星群包含的主序星沒有足夠的質量，吹散形成它們的恆星際雲，這使得天文學家檢測到的是它們周圍暗雲的屬性。因為R星協比OB星協更多，可以用它們來追蹤星系的螺旋臂結構。R星協的一個例子是麒麟座R2，與太陽的距離是830 ± 50 秒差距
大熊座移動星群是星協的一個例子(除了天樞和搖光之外，北斗七星的其它恆星都屬於這個群的一部分)。

### 移動星群

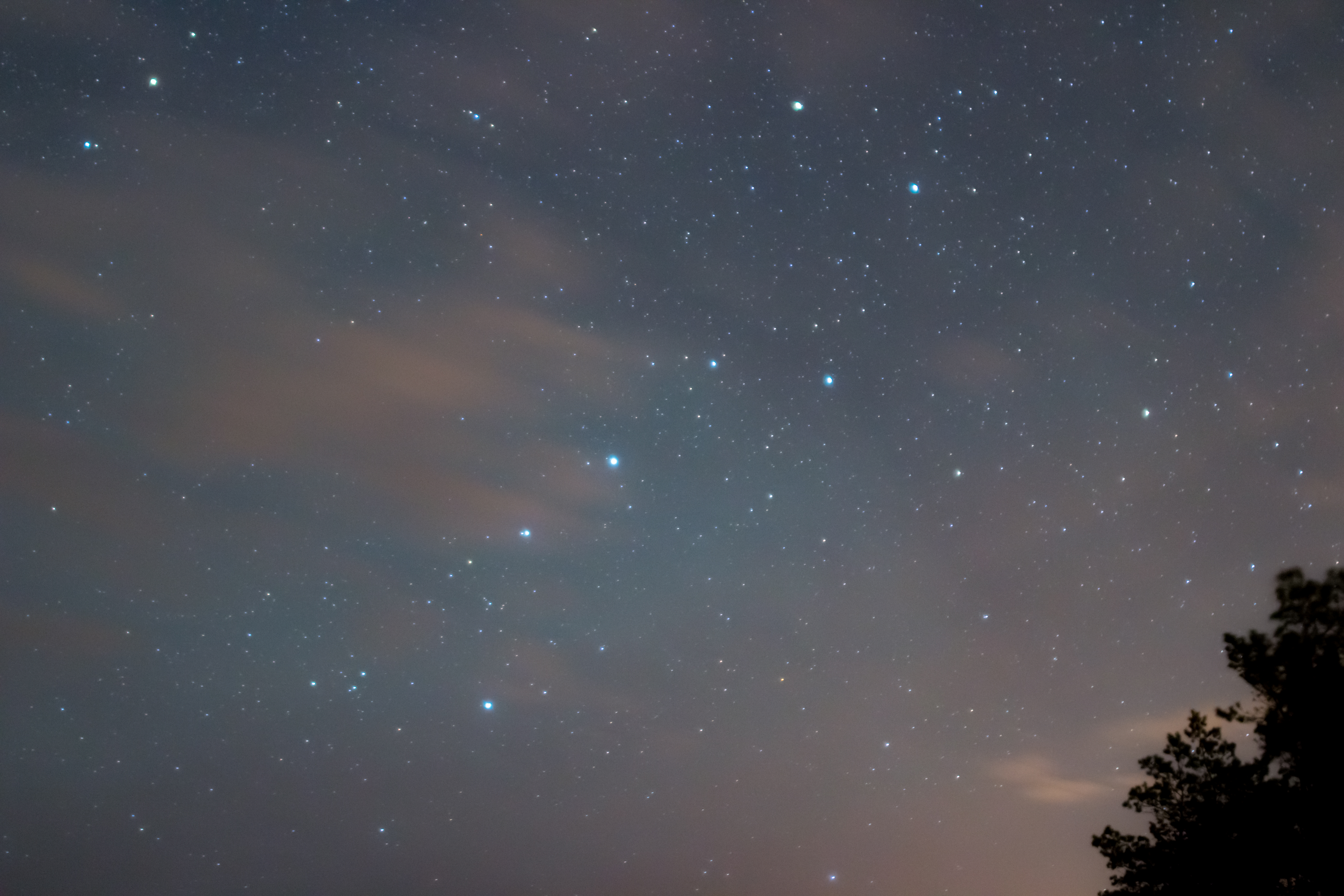
大熊座移動星群是由恆星組成，距離地球最近的移動星群。

如果在星系中飄流的一群恆星集團殘餘在某種程度上仍然有共通性，這就會被稱為移動星群。移動星群可能很老，像是HR 1614，已經有20億年了；也可能很年輕，像是劍魚座AB移動星群，只有1.2億年。
在1960年代，奧林·艾根對移動星群進行了深入的研究。洛佩斯-聖地牙哥等人編製了一份鄰近的年輕移動星群的清單，最靠近的是大熊座移動星群。它包括北斗七星這個星群中除了天樞（大熊座α）和瑤光（大熊座η）之外所有的恆星。這個距離近到太陽位於它的外緣，但不屬於這個群體。因此，儘管成員集中在赤緯60°N附近，但一些外緣的成員在天球上的位置遠到在70°S的南三角座。
年輕的移動星群清單不斷的在修正。班楊&Σ工具目前列出了29個鄰近的年輕移動星群。最近添加的移動星群是在蓋亞任務發現的飛魚-船底星協（VCA），和確認的阿格斯星協（ARG）。有時，移動星群可以進一步細分為更小的不同群組。大南方年輕星協（The Great Austral Young Association，GAYA）複合體被分為船底、天鴿、和杜鵑-時鐘星協三個移動星群。這三個組合相互之間並不是很明顯，但具有相似的運動學性質。
年輕的移動星群有眾所周知的年齡，可以幫助對難以估計年齡的天體進行定性，例如第一顆M型棕矮星泰德-1（Teide-1）的年齡。附近的年輕移動星群成員也是原行星盤直接成像的候選對象，例如長蛇座TW，或直接成像的系外行星，例如繪架座βb和雙魚座GUb。

### 星流
星流是圍繞著星系運行的一種恆星組合，這些恆星曾經是球狀星團或矮星系，現在已被潮汐力撕裂並沿其軌道伸展。

### 已知的動力群
一些動力群包括：
- 本地星協 (昴宿移動星群)
- 劍魚座AB移動星群
- 英仙座α移動星群
- 繪架座β移動星群
- 北河二移動星群
- 南冕座星協
- 鹿豹座η星協
- 武仙座星流
- 畢宿星流
- IC 2391超星系團
- MBM 12星協
- 杜鵑-時鐘座星協
- 長蛇座TW星協
- 大熊座移動星群
- 武仙座ζ移動星群

## 延伸讀物
- Majewski, Steven R. . University of Virginia. 2006  [2008-02-25]. （原始内容存档于2012年1月25日）.
- . University of Tennessee.   [2008-02-25]. （原始内容存档于2008-02-16）.
- Blaauw A., Morgan W.W. (1954), The Space Motions of AE Aurigae and mu Columbae with Respect to the Orion Nebula, Astrophysical Journal, v.119, p.625
- Hoogerwerf R., de Bruijne J.H.J., de Zeeuw P.T. (2000), The Origin of Runaway Stars, Astrophysical Journal, v. 544, p.L133

## 外部連結
- ESO press release about runaway stars
- Entry in the Encyclopedia of Astrobiology, Astronomy, and Spaceflight（页面存档备份，存于）
- A Successful Targeted Search for Hypervelocity Stars
- Two Exiled Stars Are Leaving Our Galaxy Forever （页面存档备份，存于）
- An Unbound Hypervelocity Main-Sequence B-Type Star[]
- Entry in the Encyclopedia of Astrobiology, Astronomy, and Spaceflight （页面存档备份，存于）
- Hypervelocity stars. I. The spectroscopic survey[永久] information on HV 6 & HV 7
- Young stellar kinematic groups （页面存档备份，存于）, David Montes, Departamento de Astrofísica, Universidad Complutense de Madrid.